# Kirnja
Kirnja (znanstveno ime Epinephelus marginatus) je morska riba iz družine zobčastih ostrižev.

## Opis
Kirnja je velika riba roparica, katere glavna hrana so manjše ribe, raki in hobotnice, ki jih lovi iz zasede. Ta samotarska riba živi na kamnitih tleh obalnega morja, kjer se skriva v razpokah med kamenjem. Mlajši primerki živijo v globinah do 60 metrov, starejše pa je moč najti tudi do 300 metrov globine. Značilna za kirnjo je njen čokat, kratek in nabit trup, na katerem se od hrbta proti trebuhu prelivajo barve, od temno rjave do rumenkasto zlate. Predvsem pa je za to ribo značilna velika glava z ogromnim gobcem. Na škržnem poklopcu ima tri bodice. Hrbtna plavut je dolga in na prvem delu bodičasta, rep pa je okroglo zaključen.
V Jadranu je to ena največjih rib, saj lahko zraste do 150 cm in lahko tehta tudi do 60 kg. Povprečne mere so nekoliko manjše in se gibljejo od 50 do 100 cm, povprečna teža pa se giblje med 3 in 10 kg. Kirnja je okusna riba in je kot taka izredno priljubljena tarča za podvodni ribolov.

## Reprodukcija
Kot tudi nekateri ostali zobčasti ostriži je tudi kirnja hermafrodit. Mlajše ribe so namreč samice, v starosti pa spremenijo spol in postanejo samci. Kirnje se drstijo v poletnih mesecih.